# Martí Llauradó i Mariscot
Martí Llauradó i Mariscot (Barcelona, 1903 - 1957) fue un escultor catalán.
Se formó en los talleres de los escultores Enric Bassas, Borrell Nicolau y Joan Rebull.
Formó parte del Grupo de Artistas Independientes, con artistas como Josep Granyer. Muy influido por su maestro, Joan Rebull, sus obras entran dentro de un plano de mediterraneísmo, hacia una escultura expresionista.
En 1933 fue premiado en la Exposición del Desnudo del Círculo Artístico de Barcelona y en 1934 se le concedió la primera medalla en la Exposición Nacional de Bellas Artes de Madrid.
Fue profesor en el Instituto Escuela de la Generalidad de Cataluña. Tiene obra propia en el Museo Nacional de Arte de Cataluña en Barcelona.
Padre de Martí Llauradó i Torné (Barcelona, 8 de enero de 1947), cantautor en lengua catalana y miembro del grupo Els Setze Jutges.

## Obras
- Niña con trenzas
- Alba. Colocada en el barrio de Sarrià, Barcelona
- Desnudo femenino. 1933
- Retrato del pintor Francisco Camps Ribera
- La adolescente. Colocada en la Rambla de Pueblo Nuevo, de Barcelona en 1960